# 2011-es Ázsia-kupa (B csoport)
A 2011-es Ázsia-kupa B csoportja egyike volt a 2011-es Ázsia-kupa 4 csoportjának. A csoport első mérkőzéseit január 9-én, míg a befejezőkört január 17-én játszották a csapatok. A hat mérkőzés helyszíne Doha és Al Rayyan volt. A csoport tagjai: a 2007-es Ázsia-kupa ezüstérmes Szaúd Arábia, Japán, Jordánia és Szíria voltak.

## Tabella
| Csapat       | M | Gy | D | V | G+ | G– | Gk | P |
| ------------ | - | -- | - | - | -- | -- | -- | - |
| Japán        | 3 | 2  | 1 | 0 | 8  | 2  | +6 | 7 |
| Jordánia     | 3 | 2  | 1 | 0 | 4  | 2  | +2 | 7 |
| Szíria       | 3 | 1  | 0 | 2 | 4  | 5  | –1 | 3 |
| Szaúd-Arábia | 3 | 0  | 0 | 3 | 1  | 8  | –7 | 0 |

Minden időpont UTC+3.

## Japán – Jordánia
| 2011. január 9. 16:15 UTC+3 |

| Japán         | 1–1               | Jordánia         |
| ------------- | ----------------- | ---------------- |
| Yoshida 90+2' | (0–1) Jegyzőkönyv | Abdel Fattah 45' |

| Qatar SC Stadion Nézőszám: 6 255 Játékvezető: Abdul Malik Bashir (szingapúri) |

| Japán | Jordánia |

| JAPÁN:               |    |                     |
|                      |    |                     |
| GK                   | 1  | Eiji Kawashima      |
| RB                   | 6  | Atsuto Uchida       |
| CB                   | 22 | Maya Yoshida        |
| CB                   | 4  | Yasuyuki Konno      |
| LB                   | 5  | Nagatomo Júto       |
| CM                   | 7  | Endó Jaszuhito      |
| CM                   | 17 | Makoto Hasebe (Csk) |
| AM                   | 18 | Honda Keiszuke 90'  |
| RW                   | 8  | Daisuke Matsui 58'  |
| LW                   | 10 | Shinji Kagawa       |
| CF                   | 11 | Ryoichi Maeda 46'   |
| Cserék:              |    |                     |
| FW                   | 19 | Tadanari Lee 46'    |
| FW                   | 9  | Shinji Okazaki 58'  |
| MF                   | 14 | Jungo Fujimoto 90'  |
| Szövetségi kapitány: |    |                     |
| Alberto Zaccheroni   |    |                     |

| JORDÁNIA:            |    |                          |
|                      |    |                          |
| GK                   | 1  | Amer Shafi               |
| RB                   | 3  | Suleiman Salman          |
| CB                   | 8  | Bashar Bani Yaseen       |
| CB                   | 17 | Hatem Aqel (Csk) 43' 80' |
| LB                   | 16 | Basem Fatahi             |
| CM                   | 4  | Baha'a Abdul-Rahman      |
| CM                   | 15 | Shadi Abu Hashhash       |
| CM                   | 18 | Hassan Abdel Fattah 54'  |
| RW                   | 7  | Amer Deeb                |
| LW                   | 9  | Odai Al-Saify            |
| CF                   | 14 | Abdullah Deeb 72'        |
| Cserék:              |    |                          |
| MF                   | 21 | Ahmed Abdul-Haleem 72'   |
| DF                   | 5  | Mohammad Al-Damiri 80'   |
| Szövetségi kapitány: |    |                          |
| Adnan Hamad          |    |                          |

| Mérkőzés embere: Amer Shafi (Jordánia) Asszisztensek: Jeffrey Goh (szingapúri) Haja Maidin (szingapúri) Negyedik számú játékvezető: Valentin Kovalenko (üzbég) |

## Szaúd Arábia – Szíria
| 2011. január 9. 19:15 UTC+3 |

| Szaúd-Arábia  | 1–2               | Szíria            |
| ------------- | ----------------- | ----------------- |
| Al-Jassim 60' | (0–1) Jegyzőkönyv | Al Husain 38' 63' |

| Ahmed bin Ali Stadion Nézőszám: 16 562 Játékvezető: Kim Dongdzsin (dél-koreai) |

| Szaúd Arábia | Szíria |

| SZAÚD-ARÁBIA:        |    |                         |     |
|                      |    |                         |     |
| GK                   | 1  | Waleed Abdullah         |     |
| RB                   | 2  | Abdullah Shuhail        |     |
| CB                   | 3  | Osama Hawsawi           |     |
| CB                   | 14 | Saud Khariri            |     |
| LB                   | 5  | Osama Al-Muwallad       |     |
| CM                   | 15 | Abdoh Otaif 46'         |     |
| CM                   | 8  | Manaf Abushgeer 67'     |     |
| RW                   | 6  | Ahmed Otaif             | 15' |
| LW                   | 12 | Mishal Al-Said          | 87' |
| CF                   | 11 | Nasser Al-Shamrani 56'  |     |
| CF                   | 20 | Yasser Al-Qahtani (Csk) |     |
| Cserék:              |    |                         |     |
| MF                   | 17 | Taisir Al-Jassim 46'    |     |
| FW                   | 9  | Naif Hazazi 56'         |     |
| FW                   | 18 | Nawaf Al Abed 67'       |     |
| Szövetségi kapitány: |    |                         |     |
| José Peseiro         |    |                         |     |

| SZÍRIA:              |    |                           |
|                      |    |                           |
| GK                   | 1  | Mosab Balhous (Csk)       |
| RB                   | 2  | Belal Abduldaim 86'       |
| CB                   | 3  | Ali Diab                  |
| CB                   | 17 | Abdulkader Dakka          |
| LB                   | 13 | Nadim Sabagh              |
| DM                   | 7  | Abdelrazaq Al Hussain 90' |
| DM                   | 5  | Feras Esmaeel             |
| AM                   | 19 | Senharib Malki 66'        |
| RW                   | 6  | Jehad Al Hussain 21' 77'  |
| LW                   | 14 | Wael Ayan 83'             |
| CF                   | 12 | Mohamed Al Zeno           |
| Cserék:              |    |                           |
| MF                   | 11 | Adel Abdullah 66'         |
| MF                   | 9  | Qusay Habib 77'           |
| MF                   | 23 | Samer Awad 83'            |
| Szövetségi kapitány: |    |                           |
| Valeriu Tiţa         |    |                           |

| Man of the Match: A. Al Hussain (Szíria) Asszisztensek: Jeong Hae-sang (dél-koreai) Jang Jun-mo (dél-koreai) Negyedik számú játékvezető: Abdullah Balideh (katari) |

## Jordánia – Szaúd Arábia
| 2011. január 13. 16:15 UTC+3 |

| Jordánia         | 1–0               | Szaúd-Arábia |
| ---------------- | ----------------- | ------------ |
| Abdul Rahman 42' | (1–0) Jegyzőkönyv |              |

| Ahmed bin Ali Stadion Játékvezető: Ali Al Badwawi (arab emírségekbeli) |

| Jordánia | Szaúd-Arábia |

| JORDÁNIA:            |    |                             |
|                      |    |                             |
| GK                   | 1  | Amer Shafia                 |
| RB                   | 3  | Suleiman Salman             |
| CB                   | 8  | Bashar Bani Yaseen (Csk)    |
| CB                   | 2  | Mohammad Muneer             |
| LB                   | 16 | Basem Fat'hi 74'            |
| CM                   | 4  | Baha'a Abdul-Rahman         |
| CM                   | 15 | Shadi Abu Hash'hash         |
| RW                   | 7  | Amer Deeb 66' 90'           |
| LW                   | 9  | Odai Al-Saify 4'            |
| CF                   | 14 | Abdullah Deeb 69'           |
| CF                   | 18 | Hassan Abdel Fattah 83'     |
| Cserék:              |    |                             |
| FW                   | 10 | Mo'ayyad Abu Keshek 85' 69' |
| MF                   | 21 | Ahmed Abdul-Haleem 83'      |
| FW                   | 23 | Anas Hajjeh 90'             |
| Szövetségi kapitány: |    |                             |
| Adnan Hamad          |    |                             |

| SZAÚD-ARÁBIA:        |    |                          |
|                      |    |                          |
| GK                   | 1  | Waleed Abdullah          |
| RB                   | 2  | Abdullah Shuhail 87'     |
| CB                   | 3  | Osama Hawsawi            |
| CB                   | 5  | Osama Al-Muwallad 63'    |
| LB                   | 7  | Kamel Al-Mousa           |
| CM                   | 14 | Saud Khariri             |
| CM                   | 17 | Taisir Al-Jassim         |
| RW                   | 15 | Abdoh Otaif 46'          |
| LW                   | 10 | Mohammad Al-Shalhoub 65' |
| CF                   | 9  | Naif Hazazi              |
| CF                   | 20 | Yasser Al-Qahtani (Csk)  |
| Cserék:              |    |                          |
| FW                   | 11 | Nasser Al-Shamrani 46'   |
| FW                   | 18 | Nawaf Al Abed 65'        |
| MF                   | 16 | Abdullaziz Al-Dosari 87' |
| Szövetségi kapitány: |    |                          |
| Nasser Al-Johar      |    |                          |

| Mérkőzés embere: Hassan Abdel Fattah (Jordánia) Asszisztensek: Saleh Al Marzouqi (arab emírségekbeli) Yaser Marad (kuvaiti) Negyedik számú játékvezető: Ben Williams (ausztrál) |

## Szíria – Japán
| 2011. január 13. 19:15 UTC+3 |

| Szíria                   | 1–2               | Japán                           |
| ------------------------ | ----------------- | ------------------------------- |
| Al-Khatib 76' (11-esből) | (0–1) Jegyzőkönyv | Hasebe 35' Honda 82' (11-esből) |

| Qatar SC Stadion Nézőszám: 10 453 Játékvezető: Mohsen Torky (iráni) |

| Szíria | Japán |

| SZÍRIA:              |    |                              |
|                      |    |                              |
| GK                   | 1  | Mosab Balhous (Csk)          |
| RB                   | 2  | Belal Abduldaim              |
| CB                   | 3  | Ali Diab                     |
| CB                   | 17 | Abdulkader Dakka 61'         |
| LB                   | 13 | Nadim Sabagh 90+4′, 90+5′    |
| CM                   | 7  | Abdelrazaq Al Hussain        |
| CM                   | 5  | Feras Esmaeel                |
| AM                   | 23 | Samer Awad 22' 46'           |
| RW                   | 6  | Jehad Al Hussain 77'         |
| LW                   | 14 | Wael Ayan                    |
| CF                   | 12 | Mohamed Al Zeno 64'          |
| Cserék:              |    |                              |
| FW                   | 10 | Firas Al Khatib 46'          |
| FW                   | 19 | Senharib Malki 64'           |
| FW                   | 18 | Abdul Fattah Al Agha 90' 77' |
| Szövetségi kapitány: |    |                              |
| Valeriu Tiţa         |    |                              |

| JAPÁN:               |    |                          |
|                      |    |                          |
| GK                   | 1  | Eiji Kawashima 72′       |
| RB                   | 6  | Atsuto Uchida 53'        |
| CB                   | 22 | Maya Yoshida 67'         |
| CB                   | 4  | Yasuyuki Konno           |
| LB                   | 5  | Nagatomo Júto            |
| CM                   | 7  | Endó Jaszuhito           |
| CM                   | 17 | Makoto Hasebe (Csk)      |
| AM                   | 18 | Honda Keiszuke           |
| RW                   | 8  | Daisuke Matsui 10' 90+2' |
| LW                   | 10 | Shinji Kagawa 65'        |
| CF                   | 11 | Ryoichi Maeda 75'        |
| Cserék:              |    |                          |
| FW                   | 9  | Shinji Okazaki 65'       |
| GK                   | 21 | Shusaku Nishikawa 75'    |
| MF                   | 13 | Hajime Hosogai 90+2'     |
| Szövetségi kapitány: |    |                          |
| Alberto Zaccheroni   |    |                          |

| Mérkőzés embere: Honda Keiszuke (Japán) Asszisztensek: Hassan Kamranifar (iráni) Reza Sokhandan (iráni) Negyedik számú játékvezető: Mohamed Benouza (algériai) |

## Szaúd-Arábia – Japán
| 2011. január 17. 16:15 UTC+3 |

| Szaúd-Arábia | 0–5               | Japán                            |
| ------------ | ----------------- | -------------------------------- |
|              | (0–3) Jegyzőkönyv | Okazaki 8' 13' 80' Maeda 19' 51' |

| Ahmed bin Ali Stadion Nézőszám: 2022 Játékvezető: Ravshan Ermatov (üzbég) |

| Szaúd-Arábia | Japán |

| SZAÚD-ARÁBIA:        |    |                         |
|                      |    |                         |
| GK                   | 1  | Waleed Abdullah         |
| RB                   | 2  | Abdullah Shuhail        |
| CB                   | 3  | Osama Hawsawi           |
| CB                   | 5  | Osama Al-Muwallad       |
| LB                   | 7  | Kamel Al-Mousa 67'      |
| CM                   | 10 | Mohammad Al-Shalhoub    |
| CM                   | 17 | Taisir Al-Jassim        |
| RW                   | 15 | Abdoh Otaif 28'         |
| LW                   | 6  | Ahmed Ateef             |
| CF                   | 9  | Naif Hazazi 46'         |
| CF                   | 20 | Yasser Al-Qahtani (Csk) |
| Cserék:              |    |                         |
| MF                   | 8  | Manaf Aboshgair 28'     |
| MF                   | 13 | Motaz Al Mosa 69' 46'   |
| Szövetségi kapitány: |    |                         |
| Nasser Al-Johar      |    |                         |

| JAPÁN:               |    |                      |
|                      |    |                      |
| GK                   | 21 | Shusaku Nishikawa    |
| RB                   | 6  | Atsuto Uchida 6' 46' |
| CB                   | 22 | Maya Yoshida 63'     |
| CB                   | 4  | Yasuyuki Konno       |
| LB                   | 5  | Nagatomo Júto        |
| CM                   | 7  | Endó Jaszuhito 87'   |
| CM                   | 17 | Makoto Hasebe (Csk)  |
| AM                   | 18 | Yosuke Kashiwagi     |
| RW                   | 9  | Shinji Okazaki       |
| LW                   | 10 | Shinji Kagawa        |
| CF                   | 11 | Ryoichi Maeda        |
| Cserék:              |    |                      |
| DF                   | 2  | Masahiko Inoha 46'   |
| DF                   | 3  | Daiki Iwamasa 63'    |
| MF                   | 15 | Takuya Honda 87'     |
| Szövetségi kapitány: |    |                      |
| Alberto Zaccheroni   |    |                      |

| Mérkőzés embere: Shinji Okazaki (Japán) Asszisztensek: Abdukhamidullo Rasulov (üzbég) Rafael Ilyasov (üzbég) Negyedik számú játékvezető: Subkhiddin Mohd Salleh (maláj) |

## Jordánia – Szíria
| 2011. január 17. 16:15 UTC+3 |

| Jordánia                      | 2–1               | Szíria      |
| ----------------------------- | ----------------- | ----------- |
| Diab 30' (öngól) Al-Saify 59' | (1–1) Jegyzőkönyv | Al Zeno 15' |

| Qatar SC Stadion Nézőszám: 9849 Játékvezető: Abdulrahman Mohammed (katari) |

| Jordánia | Szíria |

| JORDÁNIA:            |    |                          |
|                      |    |                          |
| GK                   | 1  | Amer Shafia              |
| RB                   | 3  | Suleiman Salman          |
| CB                   | 8  | Bashar Bani Yaseen (Csk) |
| CB                   | 2  | Mohammad Muneer          |
| LB                   | 16 | Basem Fat'hi 45+1'       |
| CM                   | 4  | Baha'a Abdul-Rahman      |
| CM                   | 15 | Shadi Abu Hash'hash      |
| RW                   | 7  | Amer Deeb                |
| LW                   | 9  | Odai Al-Saify 90+2'      |
| CF                   | 14 | Abdullah Deeb 48' 62'    |
| CF                   | 18 | Hassan Abdel Fattah 88'  |
| Cserék:              |    |                          |
| FW                   | 10 | Mo'ayyad Abu Keshek 62'  |
| MF                   | 21 | Ahmed Abdul-Haleem 88'   |
| FW                   | 23 | Anas Hajjeh 90'          |
| Szövetségi kapitány: |    |                          |
| Adnan Hamad          |    |                          |

| SZÍRIA:              |    |                         |
|                      |    |                         |
| GK                   | 1  | Mosab Balhous (Csk) 53' |
| RB                   | 2  | Belal Abduldaim 47' 78' |
| CB                   | 3  | Ali Diab 63'            |
| CB                   | 17 | Abdulkader Dakka        |
| LB                   | 19 | Sanharib Malki          |
| DM                   | 7  | Abdelrazaq Al Hussain   |
| DM                   | 5  | Feras Esmaeel           |
| AM                   | 23 | Samer Awad 63'          |
| RW                   | 6  | Jehad Al Hussain        |
| LW                   | 14 | Wael Ayan               |
| CF                   | 12 | Mohamed Al Zeno         |
| Cserék:              |    |                         |
| MF                   | 10 | Firas Al Khatib 63'     |
| MF                   | 20 | Louay Chanko 63'        |
| MF                   | 9  | Qusay Habib 78'         |
| Szövetségi kapitány: |    |                         |
| Valeriu Tiţa         |    |                         |

| Mérkőzés embere: Amer Shafia (Jordánia) Asszisztensek: Mohammad Dharman (katari) Hassan Al Thawadi (katari) Negyedik számú játékvezető: Abdullah Balideh (katari) |